# Énergie en Moldavie

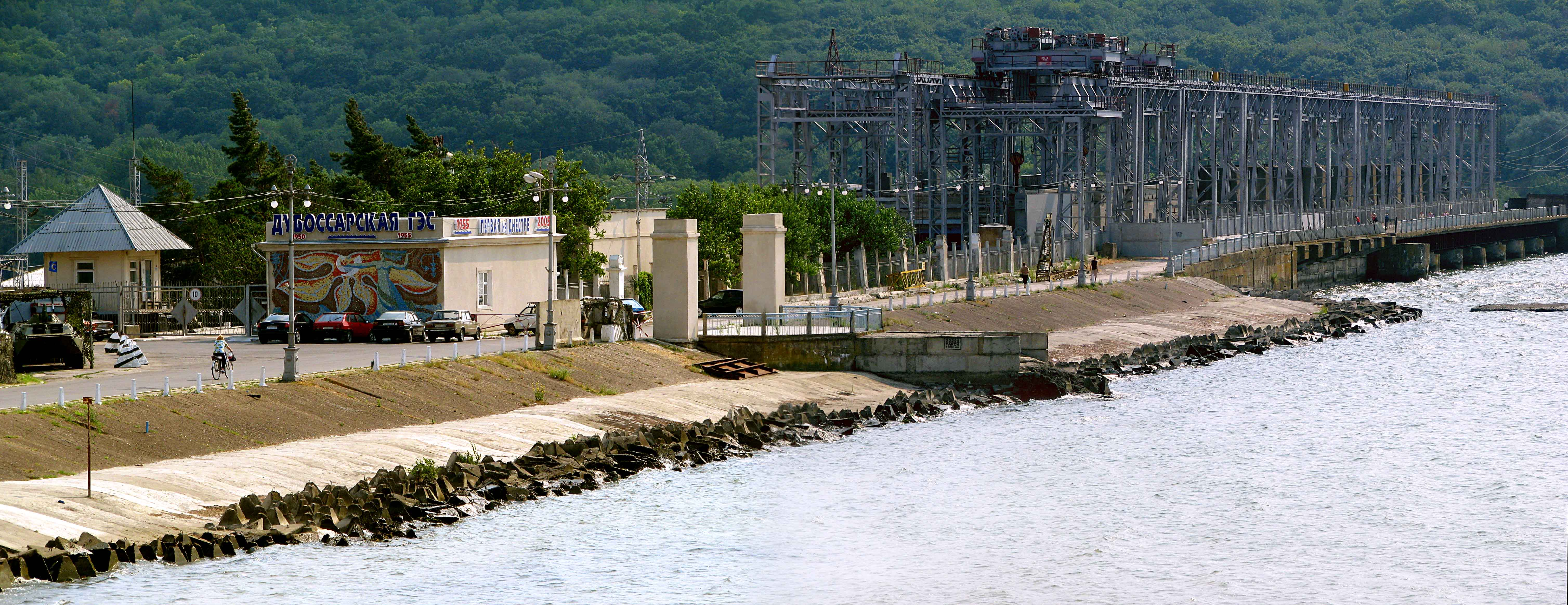
Réservoir Dubăsari

L'énergie en Moldavie comprend à la fois la production, la consommation et l'importation d'énergie et d'électricité en Moldavie .
L'énergie renouvelable est utilisée dans le pays, principalement pour la production d'électricité ou le chauffage. La part projetée des énergies renouvelables dans la consommation finale brute d'énergie en 2020 est de 20 %.
Toutefois, l'énergie renouvelable n'étant pas suffisante, la Moldavie importe du pétrole, du charbon, du gaz naturel et d'autres ressources énergétiques.

## Aperçu
La Moldavie importe tous ses approvisionnements en pétrole, charbon et gaz naturel, en grande partie de Russie .
La Moldavie était initialement un observateur du traité instituant la Communauté de l'énergie depuis le début (2006). En raison de son intérêt pour une adhésion à part entière, la Commission européenne a été mandatée pour mener des négociations d'adhésion avec la Moldavie en 2007. En décembre 2009, le Conseil ministériel de la Communauté de l'énergie a décidé de l'adhésion, mais l'a subordonnée à la modification de la loi sur le gaz de la Moldavie. La Moldavie a rejoint la Communauté de l'énergie en tant que membre à part entière en mars 2010.
La Moldavie, avec les autres parties contractantes, a les tâches et obligations suivantes :
1. Extension de l'acquis communautaire dans leur législation nationale
2. Mise en place du mécanisme de fonctionnement des marchés de l'énergie en réseau
3. Création d'un marché unique de l'énergie

L'acquis communautaire de la Communauté de l'énergie se compose d'environ 25 actes juridiques. Il comprend des actes juridiques clés de l'UE dans les domaines de l'électricité, du gaz, du pétrole, de l'environnement, de l'efficacité énergétique, des ressources énergétiques renouvelables et des statistiques. Le traité prévoit que les grands principes de la politique de concurrence de l'UE sont également applicables. Le calendrier de transposition et de mise en œuvre est fixé par le traité ou par une décision du Conseil ministériel.
La Moldavie est un pays partenaire du programme énergétique de l'UE INOGATE, qui comporte quatre thèmes clés : renforcer la sécurité énergétique, la convergence des marchés énergétiques des États membres sur la base des principes du marché intérieur de l'énergie de l'UE, soutenir le développement énergétique durable et attirer des investissements pour des projets énergétiques de intérêt commun et régional.